# Bundibugyo (district)
Le district de Bundibugyo est un district de l'ouest de l'Ouganda. Il est frontalier de la République démocratique du Congo. Sa capitale est Bundibugyo.

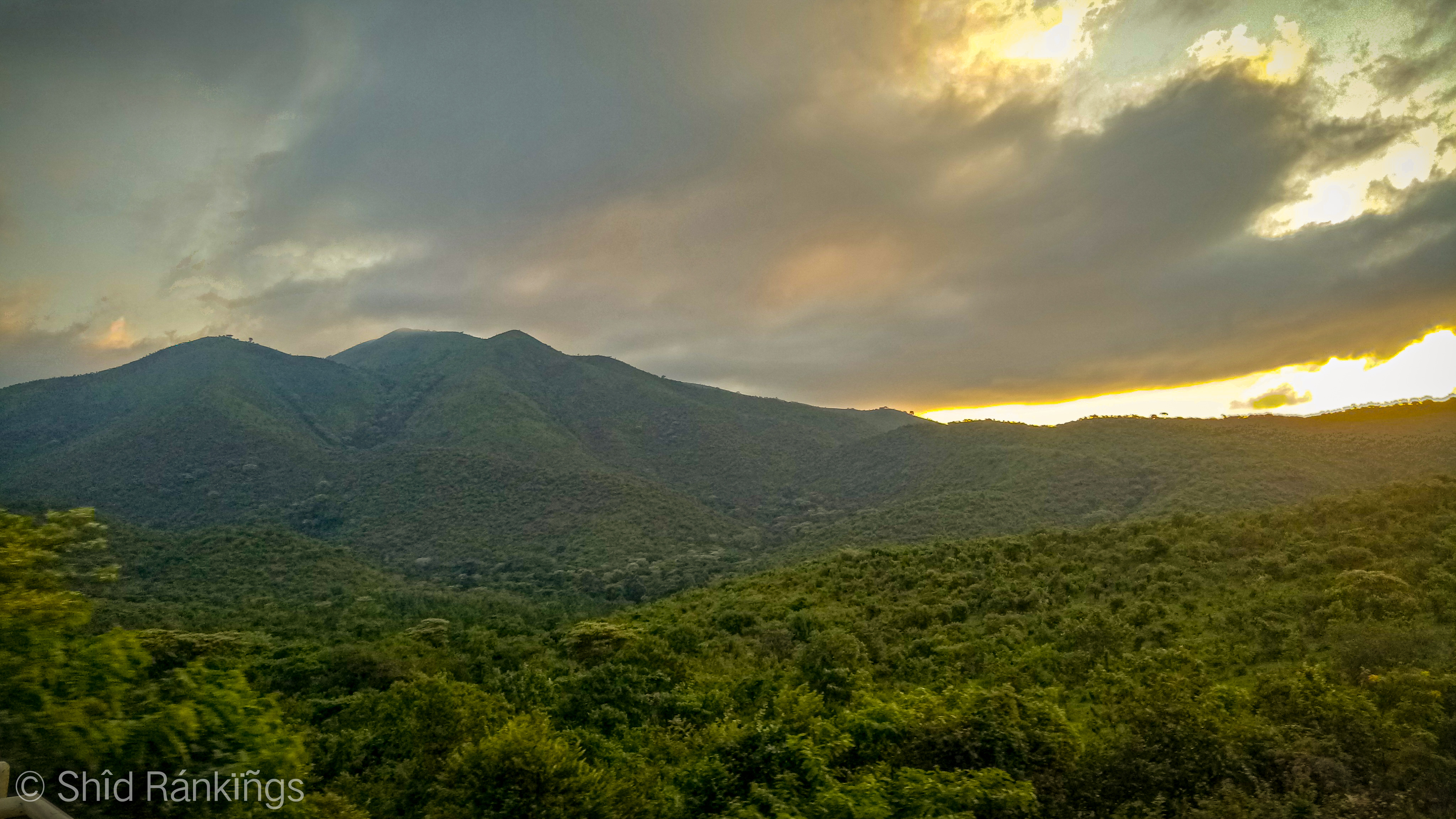
Les monts Rwenzori près de Bundibugyo.